# Pseudoleucopis commoni
Pseudoleucopis commoni är en tvåvingeart som beskrevs av Tanasijtshuk 1996. Pseudoleucopis commoni ingår i släktet Pseudoleucopis och familjen markflugor.
Artens utbredningsområde är Victoria i Australien. Inga underarter finns listade i Catalogue of Life.